# Anders Nordberg
Anders Erik Nordberg (født 19. august 1910 i Nederluleå kirkesogn i Norrbotten, død 11. september 1993) var en svensk offentlig undersøger og byplanlægger.
Nordberg, der tidligere var kammersekretær, blev borgmestersekretær i Stockholms kommun 1945, byrådssekretær i 1946, økonomidirektør ved Stockholms kommuns trafikafdeling i 1950 og ordfører i Kommunala finansrådet i 1954. Han var medlem af Nedre Norrmalmskomitéens arbejdsudvalg i kommunen fra 1951 og formand for udvalget fra 1955.. Nordberg var stærk tilhænger af Norrmalms totalfornyelse